# 자유의 불꽃

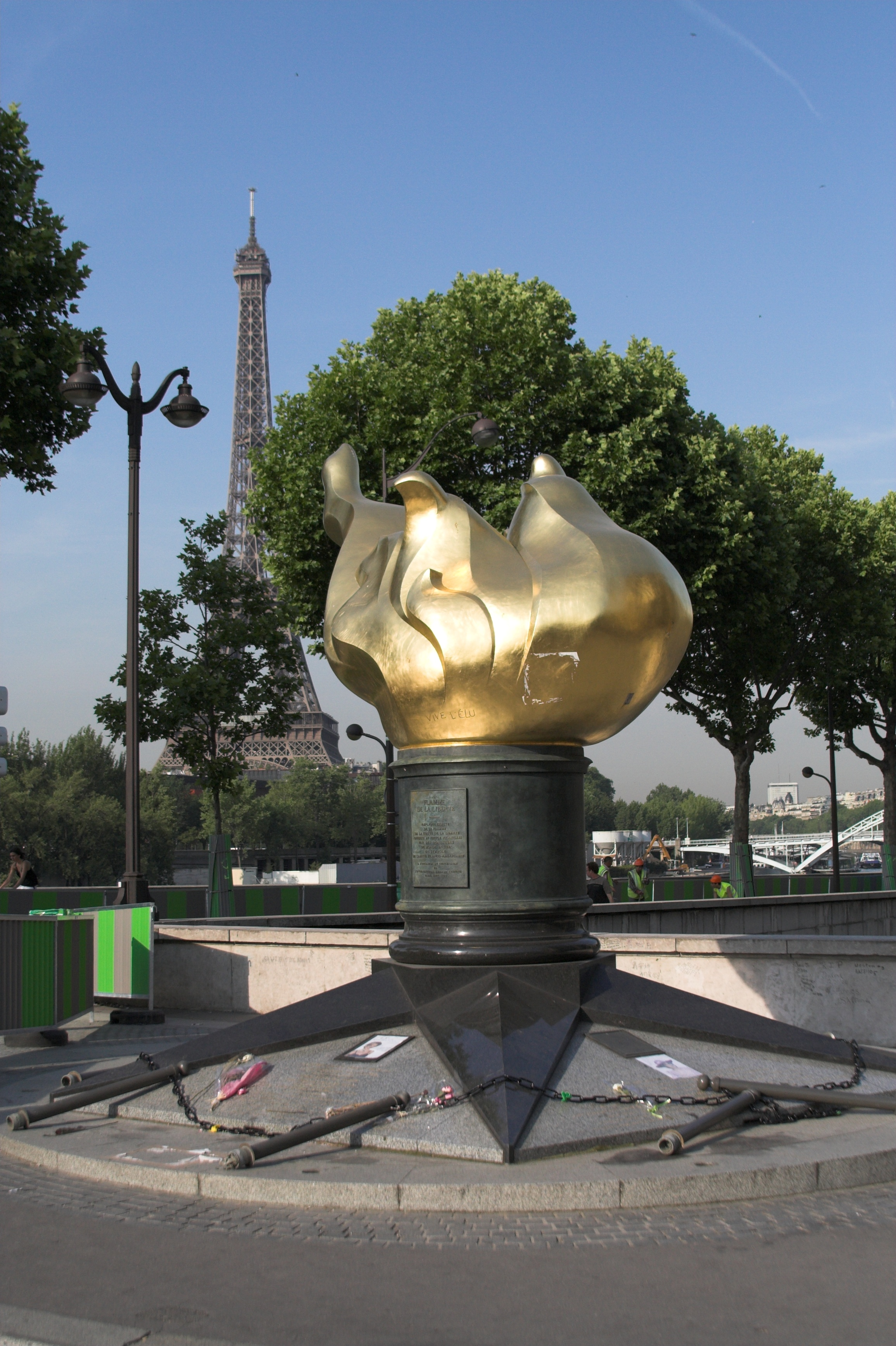
자유의 불꽃

자유의 불꽃(프랑스어: Flamme de la Liberté)은 프랑스 파리에 있는 자유의 여신상의 횃불 불꽃을 실물 크기로 금박으로 덮은 복제품이다. 높이가 약 3.5미터인 이 기념비는 회색과 검은색 대리석 받침대가 지지하는 금도금 구리로 만든 불꽃 조각품이다. 알마교 북쪽 끝 근처에 있으며 파리 16구에 있는 디아나 광장에 있다.

## 역사
1989년 인터내셔널 헤럴드 트리뷴이 제작을 위해 약 $400,000를 기부한 기증자를 대신하여 파리에 제공했다. 신문이 1987년 파리에서 영문 일간 신문을 발행한 100주년을 기념하는 행사의 일환이다. 프랑스와 미국과의 우정의 상징이기도 하다. 이 프로젝트는 당시 프랑스 공예품 노동조합의 이사였던 자크 그랭도르주가 감독했다. 그는 16구의 미국 광장에 자유의 불꽃을 설치할 것이라고 생각했지만, 당시 파리 시장인 자크 시라크는 이에 반대했다. 장기간의 협상 끝에 자유의 불꽃은 l'Avenue de New-York과 알마교 교차로 근처의 개방된 지역에 설치하기로 결정된다. 기념비는 1989년 5월 10일 시라크가 헌납했다.
자유의 불꽃은 1997년 알마교 아래 터널에서 사망한 웨일스 공작부인 다이애나를 위한 비공식 기념비가 되었다. 2019년부터 이 광장의 공식 이름은 디아나 광장이 되었다.